# Павлыш, Вита Анатольевна
Виктория (Вита) Анатольевна Павлыш (укр. Вікторія (Віта) Анатоліївна Павлиш; род. 15 января 1969, Харьков) — украинская легкоатлетка, специалистка по толканию ядра. Выступала за сборные СССР, СНГ и Украины по лёгкой атлетике в 1987—2004 годах, обладательница серебряной и двух бронзовых медалей чемпионатов мира, чемпионка мира в помещении, двукратная чемпионка Европы, многократная победительница и призёрка первенств национального значения, действующая рекордсменка страны, участница двух летних Олимпийских игр. Пожизненно дисквалифицирована за применение допинга.

## Биография
Вита Павлыш родилась 15 января 1969 года в городе Харькове Украинской ССР.
Начала заниматься лёгкой атлетикой в 1984 году, выступала за всесоюзное физкультурно-спортивное общество «Динамо» (Харьков).
Впервые заявила о себе в толкании ядра на международном уровне в сезоне 1987 года, когда вошла в состав советской сборной и выступила на юниорском европейском первенстве в Бирмингеме.
В 1992 году выиграла бронзовую медаль на чемпионате СНГ в Москве. По итогам чемпионата вошла в состав Объединённой команды, собранной из спортсменов бывших советских республик для участия в летних Олимпийских играх в Барселоне. В финале Олимпиады толкнула ядро на 18,69 метра, расположившись в итоговом протоколе соревнований на восьмой строке.
После распада Советского Союза продолжила спортивную карьеру в составе украинской национальной сборной. Так, в 1993 году представляла Украину на чемпионате мира в Штутгарте.
В 1994 году одержала победу на чемпионате Европы в Хельсинки, стала четвёртой на Кубке мира в Лондоне.
На чемпионате мира 1995 года в Гётеборге заняла 11-е место.
Благодаря череде удачных выступлений удостоилась права защищать честь страны на Олимпийских играх 1996 года в Атланте, на сей раз с результатом 19,30 метра стала четвёртой.
В 1997 году победила на чемпионате мира в помещении в Париже, получила серебро на чемпионате мира в Афинах, уступив в финале только немке Астрид Кумбернусс.
В 1998 году выиграла серебряную медаль на чемпионате Европы в помещении в Валенсии, тогда как на чемпионате Европы в Будапеште превзошла всех соперниц, показав при этом лучший результат мирового сезона, установив рекорд Европы и ныне действующий национальный рекорд Украины в толкании ядра на открытом стадионе — 21,69 метра. Также в этом сезоне была лучшей на Кубке мира в Йоханнесбурге.
На чемпионате мира в помещении 1999 года в Маэбаси Павлыш завоевала золото, но провалила допинг-тест — в её пробе обнаружили следы анаболического стероидного препарата станозолола. Спортсменка сообщила, что могла принять запрещённое вещество как средство для скорейшего восстановления от травмы. В итоге её лишили золотой медали чемпионата мира и отстранили от участия в соревнованиях на два года.
По окончании срока дисквалификации Вита Павлыш возобновила спортивную карьеру. Так, в 2001 году она была лучшей на Европейском вызове по зимним метаниям в Ницце, взяла бронзу на чемпионате мира в Эдмонтоне.
В 2002 году победила на чемпионате Европы в помещении в Вене и на Европейском вызове по зимним метаниям в Пуле, стала серебряной призёркой на чемпионате Европы в Мюнхене.
В 2003 году заняла четвёртое место на чемпионате мира в помещении в Бирмингеме, была третьей на чемпионате мира в Париже.
В 2004 году одержала победу на Европейском вызове по зимним метаниям в Марсе и на чемпионате мира в помещении в Будапеште. Тем не менее, этой золотой медали чемпионата мира её вновь лишили из-за проваленного допинг-теста. За повторное нарушение антидопинговых правил спортсменку дисквалифицировали пожизненно.
По некоторым данным, впоследствии уехала на постоянное жительство в Норвегию.